# Scotopteryx elongata
Scotopteryx elongata là một loài bướm đêm trong họ Geometridae.